# Гільєрмо Рігондо
Гільєрмо Рігондо Ортіс (ісп. Guillermo Rigondeaux Ortiz; нар. 30 вересня 1980, Сантьяго-де-Куба) — кубинський професійний боксер, виступає у легшій і другій легшій вазі, чемпіон літніх Олімпійських ігор у Сіднеї та Афінах, чемпіон світу 2001 та 2005 року серед любителів. Чемпіон світу в другій легшій вазі за версіями WBA (Super) ( 2012—2015, 2016—2017 ), WBO ( 2013—2015 ), The Ring ( 2013—2016.), «звичайний» чемпіон світу за версією WBA (Regular) (2020—2021) в легшій вазі. У Рейтингу найкращих боксерів за версією журналу «Ринг» за 2017 рік займав 5 сходинку.

## Аматорська кар'єра

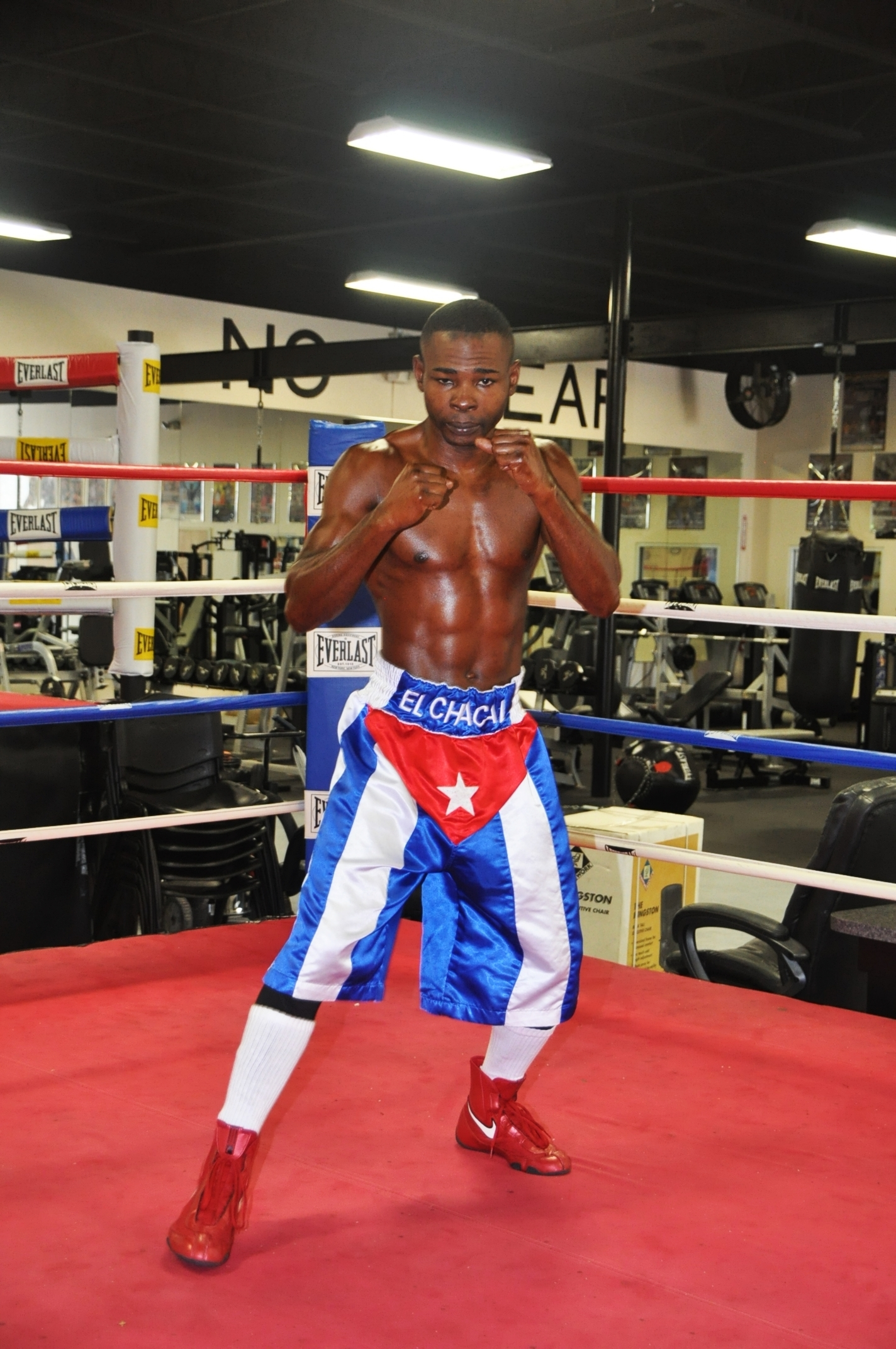
Гільєрмо Рігондо

### Спроба втечі
В 2009 втік в Америку і став професіоналом. До того мав невдалу спробу втечі. 2007 року під час Панамериканських ігор в Бразилії Рігондо зі своїм співвітчизником Ерісланді Лара покинув стан національної команди. Вважалося, що вони приєдналися до групи інших відомих боксерів-втікачів. За деякий час їх було доставлено в бразильський поліцейський відділок. Там вони заявили, що хочуть повернутися до Куби. Після конфлікту Фідель Кастро вирішив відсторонити Рігондо від участі в національній збірній з боксу. Цим вчинком Кастро забрав у боксера можливість стати триразовим олімпійським чемпіоном.

### Олімпійські ігри 2000
- 1/16 фіналу. Переміг Моєза Земзені (Туніс) — KO
- 1/8 фіналу. Переміг Кузусама Цудзимото (Японія) — RSC
- 1/4 фіналу. Переміг Агасі Агагюль-огли (Туреччина) — 14-5
- 1/2 фіналу. Переміг Кларенса Вінсона (США) — 18-6
- Фінал. Переміг Раїмкуля Малахбекова (Росія) — 18-12

### Олімпійські ігри 2004
- 1/16 фіналу. Переміг Лю Яна (Китай) — 21-7
- 1/8 фіналу. Переміг Мухруллаха Лассі (Пакистан) — RSC
- 1/4 фіналу. Переміг Геннадія Ковальова (Росія) — 20-5
- 1/2 фіналу. Переміг Баходира Султонова (Узбекистан) — 27-13
- Фінал. Переміг Ворапоя Петчкума (Таїланд) — 22-13

## Професіональна кар'єра
22 травня 2009 року провів перший бій у профікар'єрі. 20 січня 2012 року переміг нокаутом американця Ріко Рамоса і відібрав у нього титул чемпіона WBA у другій легшій вазі.

### Рігондо проти Донера
13 квітня 2013 року Рігондо провів об'єднавчий бій з чемпіоном WBO найкращим боксером 2012 року філіппінцем Ноніто Донером. Всупереч прогнозам експертів, перемогу здобув Рігондо. Перші раунди пройшли під диктовку кубинця. Рігондо легко ухилявся від ударів суперника. Відчуваючи перевагу суперника, Донер намагався перехопити ініціативу. В десятому раунді, після виходу боксерів з клінчу, лівим боковим Донера Рігондо був відправлений в нокдаун. Донер активно атакував в 11 раунді, але він програв 12 раунд. До кінця поєдинку на обличчі Донера утворилась гематома. Одностайним рішенням суддів перемога була присуджена Рігондо — 116—111, 115—112, 114—113.
У грудні Рігондо провів перший захист титулу WBO і п'ятий WBA, перемігши за очками ганця Джозефа Агбеко. Влітку 2014 року нокаутував тайця Анусорна Йот'яна. 31 грудня 2014 року у Осакі (Японія) переміг японця Хісаші Амагаса. У 7 раунді Гільєрмо двічі побував у нокдауні, але вистояв, а в 10 вже він відправив суперника у нокдаун. В 11 раунді Амагаса відмовився від продовження бою.
У 2015 році Рігондо провів черговий переможний бій з філіппінцем Дріаном Франсіско аж у листопаді, а у жовтні рейтинговий комітет WBO позбавив кубинця звання чемпіона за довгий простій без боїв, а WBA, позбавивши його звання чемпіона, присвоїла звання "чемпіона-у-відпусці".
16 липня 2016 року Рігондо зустрівся в бою з британцем Джеймсом Дікенсом і переміг, зламавши йому у другому раунді щелепу, після чого у перерві перед третім раундом Дікенс відмовився від продовження бою. Рігондо захистив звання чемпіона WBA Super.
17 червня 2017 року Рігондо захистив титул в бою проти мексиканця Мойзеса Флореса, але бій було визнано таким, що не відбувся, оскільки наприкінці першого раунду Гільєрмо провів серію ударів, відправивши суперника у нокаут, але вирішальний удар відбувся вже після гонгу.

### Рігондо проти Ломаченко
9 грудня 2017 року на арені Медісон-сквер-гарден у Нью-Йорку відбувся бій в рамках другої напівлегкої ваги Гільєрмо Рігондо - Василь Ломаченко. Українець переміг, завдавши першої поразки кубинцю. Рігондо відмовився від продовження боротьби після 6 раунду.
Після поразки Гільєрмо втратив і титул чемпіона WBA в другій легшій вазі, оскільки умовою збереження пояса була лише перемога над Ломаченко.
Наступний бій проти Джованні Дельгадо Рігондо провів більше ніж через рік після поразки від Ломаченко, нокаутувавши мексиканця.
23 червня 2019 року Рігондо переміг технічним нокаутом мексиканця Хуліо Сеху і здобув звання обов'язкового претендента на титул чемпіона WBC у другій легшій вазі.
8 лютого 2020 року розділеним рішенням суддів переміг венесуельця Ліборіо Соліса і завоював вакантний пояс "звичайного" чемпіона WBA в легшій вазі, підкоривши другу вагову категорію.
14 серпня 2021 року Рігондо зустрівся в бою з чемпіоном світу за версією WBO в легшій вазі філіппінцем Джоном Ріель Казімеро і у маловидовищному бою зазнав поразки розділеним рішенням суддів — 115-113 Рігондо, 116-112 і 117-111 Казімеро.
26 лютого 2022 року Рігондо зазнав третьої професіональної поразки в кар’єрі, програвши одностайним рішенням суддів Вінсенту Астролябіо (Філіппіни). Вирішальним став нокдаун Рігондо, в якому він побував у восьмому раунді.

### Таблиця боїв
| 23 Перемоги (16 нокаутом, 7 за рішенням суддів), 3 Поразки (1 нокаутом, 2 за рішенням суддів), 1 бій скасовано |          |                       |        |         |      |                   |                                                  | |
| Результат | Рекорд   | Суперник              | Спосіб | Раунд   | Час  | Дата              | Місце проведення                                 | Примітки |
| Перемога | 23-3 (1) | Даніс Аріас           | KO     | 1 (10)  |      | 12 листопада 2024 | Casino Miami Jai Alai, Маямі, Флорида            | Завоював титул чемпіона WBC International в другій легшій вазі                                                               |
| Перемога | 22-3 (1) | Чарлі Клементе-Андіно | KO     | 7 (10)  | 2:43 | 9 червня 2023     | Casino Miami Jai Alai, Маямі, Флорида            | |
| Перемога | 21-3 (1) | Хесус Мартінес        | KO     | 1 (10)  | 1:14 | 24 лютого 2023    | Гаяліа, Флорида                                  | |
| Поразка | 20-3 (1) | Вінсент Астролябіо    | UD     | 12      |      | 26 лютого 2022    | Dubai Marina, Дубай                              | Бій за титул інтернаціонального чемпіона WBC International в легшій вазі                                                     |
| Поразка | 20-2 (1) | Джон Ріель Казімеро   | SD     | 12      |      | 14 серпня 2021    | Дігніті Хелс Спортс Парк, Карсон (Каліфорнія)    | Бій за титул чемпіона WBO в легшій вазі                                                                                      |
| Перемога | 20-1 (1) | Ліборіо Соліс         | SD     | 12      |      | 8 лютого 2020     | PPL center, Аллентаун, Пенсільванія              | Виграв вакантний титул "звичайного" чемпіона WBA в легшій вазі                                                               |
| Перемога | 19-1 (1) | Хуліо Сеха            | TKO    | 8 (12)  | 2:59 | 23 червня 2019    | Mandalay Bay Arena Las Vegas, Лас-Вегас, Невада  | |
| Перемога | 18-1 (1) | Джованні Дельгадо     | RTD    | 1 (8)   | 2:59 | 13 січня 2019     | Microsoft Theater, Лос-Анджелес                  | |
| Поразка | 17-1 (1) | Василь Ломаченко      | RTD    | 6 (12)  | 3:00 | 9 грудня 2017     | Madison Square Garden, Нью-Йорк                  | Бій за титул чемпіона WBO в другій напівлегкій вазі                                                                          |
| NC | 17-0 (1) | Моісес Флорес         | KO     | 1 (12)  | 3:00 | 17 червня 2017    | The Ford Center at The Star, Фриско, Техас       | Захистив титул чемпіона WBA (Super) в другій легшій вазі Бій за титул чемпіона IBO в другій легшій вазі(1-ий захист Флореса) |
| Перемога | 17-0     | Джеймс Діккенс        | RTD    | 2 (12)  | 3:00 | 16 липня 2016     | Ice Arena Wales, Кардіф                          | Захистив титул чемпіона WBA (Super) в другій легшій вазі                                                                     |
| Перемога | 16-0     | Дріан Франциско       | UD     | 10      |      | 21 листопада 2015 | Mandalay Bay Arena Las Vegas, Лас-Вегас, Невада  | |
| Перемога | 15-0     | Хісаші Амаґаша        | RTD    | 11 (12) | 3:00 | 31 грудня 2014    | Bodymaker Colosseum, Осака                       | Захистив титули чемпіона WBA (Super), WBO, The Ring в другій легшій вазі                                                     |
| Перемога | 14-0     | Сод Кокьєтджим        | KO     | 1 (12)  | 1:44 | 19 липня 2014     | CotaiArena, Venetian Resort, Макао               | Захистив титули чемпіона WBA (Super), WBO, The Ring в другій легшій вазі.                                                    |
| Перемога | 13-0     | Джозеф Агбеко         | UD     | 12 (12) | 3:00 | 7 грудня 2013     | Boardwalk Hall, Нью-Джерсі, США                  | Захистив титули чемпіона WBA (Super), WBO, The Ring в другій легшій вазі                                                     |
| Перемога | 12-0     | Ноніто Донер          | UD     | 12 (12) | 3:00 | 13 квітня 2013    | Radio City Music Hall, Нью-Йорк, США             | Захистив титул чемпіона WBA (Super) в другій легшій вазі. Виграв титул чемпіона WBO, The Ring в другій легшій вазі           |
| Перемога | 11-0     | Роберт Мароккін       | UD     | 12 (12) | 3:00 | 15 вересня 2012   | Thomas & Mack Center, Лас-Вегас, США             | Захистив титул чемпіона WBA в другій легшій вазі                                                                             |
| Перемога | 10-0     | Теон Кеннеді          | TKO    | 5 (12)  | 1:11 | 9 червня 2012     | MGM Grand Las Vegas, Лас-Вегас, США              | Захистив титул чемпіона WBA в другій легшій вазі                                                                             |
| Перемога | 9-0      | Ріко Рамос            | KO     | 6 (12)  | 1:29 | 21 січня 2012     | Palms Casino Resort, Лас-Вегас, США              | Виграв титул чемпіона WBA в другій легшій вазі                                                                               |
| Перемога | 8-0      | Віллі Кейсі           | TKO    | 1 (12)  | 2:35 | 19 березня 2011   | City West Hotel Дублін, Ірландія                 | Захистив титул тимчасового чемпіона WBA в другій легшій вазі                                                                 |
| Перемога | 7-0      | Рікардо Кордоба       | SD     | 12 (12) | 3:00 | 13 листопада 2010 | Cowboys Stadium, Техас, США                      | Виграв титул тимчасового чемпіона WBA в другій легшій вазі                                                                   |
| Перемога | 6-0      | Хосе Анхель Беранза   | RTD    | 7 (8)   | 0:10 | 21 серпня 2010    | Auditorio Municipal Тихуана, Мексика             | |
| Перемога | 5-0      | Адольфо Ландерос      | KO     | 1 (8)   | 1:08 | 5 лютого 2010     | Don Taft University Center, Флорида, США         | |
| Перемога | 4-0      | Ланте Адді            | UD     | 8 (8)   | 3:00 | 16 грудня 2009    | BB King Blues Club & Grill , Нью Йорк, США       | 80-71, 80-71, 79-72. |
| Перемога | 3-0      | Джовані Андраде       | TKO    | 3 (10)  | 2:53 | 18 вересня 2009   | Fountainbleau Hotel, Флорида, США                | Виграв вакантний WBA-NABA в другій легшій вазі. Андраде в нокдауні в 2-му і 3-му раундах                                     |
| Перемога | 2-0      | Роберт Гуйллен        | TKO    | 1 (4)   | 2:57 | 17 липня 2009     | Planet Hollywood Resort & Casino, Лас-Вегас, США | |
| Перемога | 1-0      | Хуан Норіега          | TKO    | 3 (4)   | 1:09 | 22 травня 2009    | Fountainbleau Hotel, Флорида, США                | Професійний дебют |